# Verwaltungsgliederung in Deutschland 1977
In diesem Artikel wird die Verwaltungsgliederung in Deutschland 1977 dargestellt, also die Gebietsgliederung der Bundesrepublik Deutschland und der Deutschen Demokratischen Republik mit der Berücksichtigung Berlins.
Bezogen auf die Bundesrepublik Deutschland werden die Länder, Regierungsbezirke, kreisfreien Städte und Landkreise aufgelistet. Es werden die Angaben des Statistischen Jahrbuchs 1979 der Bundesrepublik Deutschland mit dem Stand 30. Juni 1977 übernommen.
Bezogen auf die Deutsche Demokratische Republik werden die Bezirke, Stadt- und Landkreise aufgelistet. Es werden die Angaben des Statistischen Jahrbuchs 1979 der Deutschen Demokratischen Republik mit dem Stand 31. Dezember 1977 übernommen.

## Gebiete
| Gebiet                          | Einwohner  | Fläche in km2 | Bev.-Dichte Ew./km2 |
| ------------------------------- | ---------- | ------------- | ------------------- |
| Berlin                          | 3.055.442  | 883,00        | 3.460               |
| Bundesrepublik Deutschland      | 59.458.300 | 248.144,09    | 240                 |
| Deutsche Demokratische Republik | 15.639.715 | 107.776,00    | 145                 |
| insgesamt                       | 78.153.500 | 356.803,00    | 219                 |

## Berlin
| Stadtbereich | Eigenbezeichnung  | Einwohner | Fläche in km2 | Bev.-Dichte Ew./km2 |
| ------------ | ----------------- | --------- | ------------- | ------------------- |
| Ost-Berlin   | Hauptstadt Berlin | 1.118.142 | 403,00        | 2.775               |
| West-Berlin  | Berlin (West)     | 1.937.300 | 480,14        | 4.035               |

## Bundesrepublik Deutschland
| Land                | Einwohner  | Fläche in km2 | Bev.-Dichte Ew./km2 |
| ------------------- | ---------- | ------------- | ------------------- |
| Baden-Württemberg   | 9.120.700  | 35.751,33     | 255                 |
| Bayern              | 10.812.300 | 70.546,92     | 153                 |
| Bremen              | 706.500    | 403,77        | 1.750               |
| Hamburg             | 1.688.000  | 747,53        | 2.258               |
| Hessen              | 5.538.300  | 21.112,19     | 262                 |
| Niedersachsen       | 7.225.600  | 47.422,82     | 152                 |
| Nordrhein-Westfalen | 17.049.400 | 34.056,56     | 501                 |
| Rheinland-Pfalz     | 3.645.200  | 19.837,63     | 184                 |
| Saarland            | 1.085.600  | 2.569,66      | 423                 |
| Schleswig-Holstein  | 2.586.800  | 15.695,68     | 165                 |

### Baden-Württemberg
| Landkreis (ggf. Sitz)                              | Einwohner | Fläche in km2 | Bev.-Dichte Ew./km2 |
| -------------------------------------------------- | --------- | ------------- | ------------------- |
| Konstanz                                           | 227.600   | 818,11        | 278                 |
| Lörrach                                            | 191.100   | 806,77        | 237                 |
| Waldshut (in Waldshut-Tiengen)                     | 141.700   | 1.131,24      | 125                 |
| Regionalverband Hochrhein-Bodensee                 | 560.400   | 2.756,12      | 203                 |
| Landkreis (ggf. Sitz)                              | Einwohner | Fläche in km2 | Bev.-Dichte Ew./km2 |
| Rottweil                                           | 127.900   | 770,94        | 166                 |
| Schwarzwald-Baar-Kreis (in Villingen-Schwenningen) | 197.700   | 1.025,18      | 193                 |
| Tuttlingen                                         | 110.200   | 734,36        | 150                 |
| Regionalverband Schwarzwald-Baar-Heuberg           | 435.900   | 2.530,48      | 172                 |
| Stadtkreis                                         | Einwohner | Fläche in km2 | Bev.-Dichte Ew./km2 |
| Freiburg im Breisgau                               | 174.500   | 151,68        | 1.150               |
| Landkreis (ggf. Sitz)                              | Einwohner | Fläche in km2 | Bev.-Dichte Ew./km2 |
| Breisgau-Hochschwarzwald (in Freiburg im Breisgau) | 190.300   | 1.379,64      | 138                 |
| Emmendingen                                        | 129.400   | 679,85        | 190                 |
| Ortenaukreis (in Offenburg)                        | 353.700   | 1.859,10      | 190                 |
| Regionalverband Südlicher Oberrhein                | 848.000   | 4.070,27      | 208                 |
| Regierungsbezirk Freiburg                          | 1.844.300 | 9.356,87      | 197                 |

| Stadtkreis                          | Einwohner | Fläche in km2 | Bev.-Dichte Ew./km2 |
| ----------------------------------- | --------- | ------------- | ------------------- |
| Baden-Baden                         | 49.200    | 149,21        | 351                 |
| Karlsruhe                           | 275.300   | 173,46        | 1.587               |
| Landkreis                           | Einwohner | Fläche in km2 | Bev.-Dichte Ew./km2 |
| Karlsruhe                           | 350.000   | 1.085,00      | 323                 |
| Rastatt                             | 188.600   | 738,88        | 255                 |
| Regionalverband Mittlerer Oberrhein | 863.100   | 2.137,55      | 404                 |
| Stadtkreis                          | Einwohner | Fläche in km2 | Bev.-Dichte Ew./km2 |
| Pforzheim                           | 107.300   | 97,83         | 1.097               |
| Landkreis (ggf. Sitz)               | Einwohner | Fläche in km2 | Bev.-Dichte Ew./km2 |
| Calw                                | 126.700   | 797,56        | 159                 |
| Enzkreis (in Pforzheim)             | 156.200   | 573,90        | 272                 |
| Freudenstadt                        | 97.800    | 870,68        | 112                 |
| Regionalverband Nordschwarzwald     | 488.000   | 2.339,97      | 209                 |
| Stadtkreis                          | Einwohner | Fläche in km2 | Bev.-Dichte Ew./km2 |
| Heidelberg                          | 129.400   | 108,87        | 1.189               |
| Mannheim                            | 307.000   | 144,95        | 2.118               |
| Landkreis (ggf. Sitz)               | Einwohner | Fläche in km2 | Bev.-Dichte Ew./km2 |
| Neckar-Odenwald-Kreis (in Mosbach)  | 130.400   | 1.125,81      | 116                 |
| Rhein-Neckar-Kreis (in Heidelberg)  | 450.200   | 1.062,66      | 424                 |
| Regionalverband Unterer Neckar      | 1.017.000 | 2.442,29      | 416                 |
| Regierungsbezirk Karlsruhe          | 2.368.100 | 6.919,81      | 342                 |

| Stadtkreis                                | Einwohner | Fläche in km2 | Bev.-Dichte Ew./km2 |
| ----------------------------------------- | --------- | ------------- | ------------------- |
| Heilbronn                                 | 112.100   | 99,86         | 1.123               |
| Landkreis (ggf. Sitz)                     | Einwohner | Fläche in km2 | Bev.-Dichte Ew./km2 |
| Heilbronn                                 | 233.300   | 1.099,57      | 212                 |
| Hohenlohekreis (in Künzelsau)             | 83.100    | 776,71        | 107                 |
| Main-Tauber-Kreis (in Tauberbischofsheim) | 123.100   | 1.304,63      | 102                 |
| Schwäbisch Hall                           | 150.800   | 1.483,87      | 94                  |
| Regionalverband Franken                   | 702.400   | 4.764.64      | 148                 |
| Stadtkreis                                | Einwohner | Fläche in km2 | Bev.-Dichte Ew./km2 |
| Stuttgart                                 | 587.500   | 207,14        | 2.836               |
| Landkreis (ggf. Sitz)                     | Einwohner | Fläche in km2 | Bev.-Dichte Ew./km2 |
| Böblingen                                 | 291.800   | 617,93        | 472                 |
| Esslingen                                 | 450.500   | 641,61        | 702                 |
| Göppingen                                 | 227.100   | 641,52        | 354                 |
| Ludwigsburg                               | 424.100   | 687,23        | 617                 |
| Rems-Murr-Kreis (in Waiblingen)           | 349.000   | 858,25        | 407                 |
| Regionalverband Mittlerer Neckar          | 2.330.000 | 3,653,68      | 628                 |
| Landkreis (ggf. Sitz)                     | Einwohner | Fläche in km2 | Bev.-Dichte Ew./km2 |
| Heidenheim                                | 124.100   | 627,19        | 198                 |
| Ostalbkreis (in Aalen)                    | 272.000   | 1.512,30      | 180                 |
| Regionalverband Ostwürttemberg            | 396.100   | 2.139,49      | 185                 |
| Regierungsbezirk Stuttgart                | 3.428.500 | 10.557,81     | 325                 |

| Landkreis (ggf. Sitz)                 | Einwohner | Fläche in km2 | Bev.-Dichte Ew./km2 |
| ------------------------------------- | --------- | ------------- | ------------------- |
| Bodenseekreis (in Friedrichshafen)    | 163.700   | 664,42        | 246                 |
| Ravensburg                            | 225.900   | 1.631,24      | 139                 |
| Sigmaringen                           | 111.800   | 1.204,34      | 93                  |
| Regionalverband Bodensee-Oberschwaben | 501.300   | 3.500,00      | 143                 |
| Stadtkreis                            | Einwohner | Fläche in km2 | Bev.-Dichte Ew./km2 |
| Ulm                                   | 98.700    | 116,99        | 844                 |
| Landkreis (ggf. Sitz)                 | Einwohner | Fläche in km2 | Bev.-Dichte Ew./km2 |
| Alb-Donau-Kreis (in Ulm)              | 157.000   | 1.359,08      | 116                 |
| Biberach                              | 149.400   | 1.409,88      | 106                 |
| Regionalverband Donau-Iller           | 405.100   | 2.885,95      | 140                 |
| Landkreis (ggf. Sitz)                 | Einwohner | Fläche in km2 | Bev.-Dichte Ew./km2 |
| Reutlingen                            | 234.100   | 1.094,03      | 214                 |
| Tübingen                              | 166.300   | 519,12        | 320                 |
| Zollernalbkreis (in Balingen)         | 173.100   | 917,74        | 189                 |
| Regionalverband Neckar-Alb            | 573.500   | 2.530,89      | 227                 |
| Regierungsbezirk Tübingen             | 1.479.900 | 8.916,84      | 166                 |

### Bayern
| Kreisfreie Stadt                                         | Einwohner | Fläche in km2 | Bev.-Dichte Ew./km2 |
| -------------------------------------------------------- | --------- | ------------- | ------------------- |
| Ansbach                                                  | 38.700    | 99,39         | 389                 |
| Erlangen                                                 | 100.700   | 76,37         | 1.319               |
| Fürth                                                    | 99.200    | 63,46         | 1.563               |
| Nürnberg                                                 | 490.700   | 193,02        | 2.681               |
| Schwabach                                                | 33.400    | 38,84         | 860                 |
| Landkreis                                                | Einwohner | Fläche in km2 | Bev.-Dichte Ew./km2 |
| Ansbach                                                  | 155.000   | 1.970,08      | 79                  |
| Erlangen-Höchstadt (in Erlangen)                         | 94.100    | 614,91        | 153                 |
| Fürth                                                    | 86.200    | 307,64        | 280                 |
| Neustadt a.d.Aisch-Bad Windsheim (in Neustadt a.d.Aisch) | 84.800    | 1.258,43      | 67                  |
| Nürnberger Land (in Lauf a.d.Pegnitz)                    | 144.000   | 802,45        | 180                 |
| Roth                                                     | 99.100    | 897,35        | 110                 |
| Weißenburg-Gunzenhausen (in Weißenburg i.Bay.)           | 85.900    | 972,06        | 88                  |
| Regierungsbezirk Mittelfranken                           | 1.511.800 | 7.284,00      | 208                 |

| Kreisfreie Stadt                  | Einwohner | Fläche in km2 | Bev.-Dichte Ew./km2 |
| --------------------------------- | --------- | ------------- | ------------------- |
| Landshut                          | 55.500    | 63,88         | 869                 |
| Passau                            | 50.600    | 69,72         | 726                 |
| Straubing                         | 43.400    | 68,59         | 633                 |
| Landkreis (ggf. Sitz)             | Einwohner | Fläche in km2 | Bev.-Dichte Ew./km2 |
| Deggendorf                        | 99.300    | 858,47        | 116                 |
| Dingolfing-Landau (in Dingolfing) | 72.400    | 886,60        | 82                  |
| Freyung-Grafenau (in Freyung)     | 72.900    | 984,31        | 74                  |
| Kelheim                           | 85.700    | 1.060,57      | 81                  |
| Landshut                          | 104.500   | 1.343,15      | 78                  |
| Passau                            | 151.300   | 1.530,37      | 99                  |
| Regen                             | 76.400    | 1.040,14      | 74                  |
| Rottal-Inn (in Pfarrkirchen)      | 100.000   | 1.272,60      | 79                  |
| Straubing-Bogen (in Straubing)    | 77.900    | 1.195,80      | 65                  |
| Regierungsbezirk Niederbayern     | 989.900   | 10.374,20     | 95                  |

| Kreisfreie Stadt                              | Einwohner | Fläche in km2 | Bev.-Dichte Ew./km2 |
| --------------------------------------------- | --------- | ------------- | ------------------- |
| Ingolstadt                                    | 88.400    | 133,40        | 663                 |
| München                                       | 1.315.300 | 310,31        | 4.239               |
| Rosenheim                                     | 38.000    | 19,55         | 1.944               |
| Landkreis (ggf. Sitz)                         | Einwohner | Fläche in km2 | Bev.-Dichte Ew./km2 |
| Altötting                                     | 92.100    | 568,43        | 162                 |
| Bad Tölz-Wolfratshausen (in Bad Tölz)         | 95.000    | 1.110,68      | 86                  |
| Berchtesgadener Land (in Bad Reichenhall)     | 89.700    | 839,85        | 107                 |
| Dachau                                        | 97.800    | 578,80        | 169                 |
| Ebersberg                                     | 90.400    | 557,44        | 162                 |
| Eichstätt                                     | 90.600    | 1.205,29      | 75                  |
| Erding                                        | 85.500    | 877,61        | 97                  |
| Freising                                      | 108.300   | 815,22        | 133                 |
| Fürstenfeldbruck                              | 159.000   | 434,18        | 366                 |
| Garmisch-Partenkirchen                        | 79.900    | 1.012,13      | 79                  |
| Landsberg a.Lech                              | 75.700    | 804,35        | 94                  |
| Miesbach                                      | 78.400    | 863,37        | 91                  |
| Mühldorf a.Inn                                | 88.200    | 806,88        | 109                 |
| München                                       | 223.800   | 663,10        | 345                 |
| Neuburg-Schrobenhausen (in Neuburg a.d.Donau) | 73.900    | 722,32        | 102                 |
| Pfaffenhofen a.d.Ilm                          | 80.700    | 760,32        | 106                 |
| Rosenheim                                     | 187.300   | 1.446,49      | 130                 |
| Starnberg                                     | 101.200   | 490,53        | 206                 |
| Traunstein                                    | 139.200   | 1.538,27      | 91                  |
| Weilheim-Schongau (in Weilheim i.OB)          | 101.800   | 971,61        | 105                 |
| Regierungsbezirk Oberbayern                   | 3.585.300 | 17.530,13     | 205                 |

| Kreisfreie Stadt             | Einwohner | Fläche in km2 | Bev.-Dichte Ew./km2 |
| ---------------------------- | --------- | ------------- | ------------------- |
| Bamberg                      | 73.400    | 53,31         | 1.377               |
| Bayreuth                     | 69.200    | 63,90         | 1.083               |
| Coburg                       | 46.500    | 47,07         | 988                 |
| Hof                          | 54.200    | 45,75         | 1.185               |
| Landkreis                    | Einwohner | Fläche in km2 | Bev.-Dichte Ew./km2 |
| Bamberg                      | 109.100   | 1.119,49      | 98                  |
| Bayreuth                     | 97.300    | 1.277,60      | 76                  |
| Coburg                       | 82.700    | 592,84        | 140                 |
| Forchheim                    | 93.300    | 647,58        | 144                 |
| Hof                          | 114.500   | 904,41        | 127                 |
| Kronach                      | 78.000    | 646,22        | 121                 |
| Kulmbach                     | 76.500    | 650,80        | 118                 |
| Lichtenfels                  | 67.200    | 529,43        | 127                 |
| Wunsiedel i.Fichtelgebirge   | 95.900    | 606,07        | 158                 |
| Regierungsbezirk Oberfranken | 1.057.600 | 7.184,47      | 147                 |

| Kreisfreie Stadt            | Einwohner | Fläche in km2 | Bev.-Dichte Ew./km2 |
| --------------------------- | --------- | ------------- | ------------------- |
| Amberg                      | 46.000    | 49,99         | 920                 |
| Regensburg                  | 133.800   | 75,66         | 1.768               |
| Weiden i.d.OPf.             | 42.100    | 56,17         | 750                 |
| Landkreis (ggf. Sitz)       | Einwohner | Fläche in km2 | Bev.-Dichte Ew./km2 |
| Amberg-Sulzbach (in Amberg) | 94.400    | 1.254,54      | 75                  |
| Cham                        | 113.400   | 1.438,92      | 79                  |
| Neumarkt i.d.OPf.           | 97.300    | 1.344,14      | 72                  |
| Neustadt a.d.Waldnaab       | 94.200    | 1.434,94      | 66                  |
| Regensburg                  | 133.300   | 1.400,08      | 95                  |
| Schwandorf                  | 132.600   | 1.479,53      | 90                  |
| Tirschenreuth               | 80.000    | 1.088,32      | 74                  |
| Regierungsbezirk Oberpfalz  | 967.200   | 9.622,29      | 101                 |

| Kreisfreie Stadt               | Einwohner | Fläche in km2 | Bev.-Dichte Ew./km2 |
| ------------------------------ | --------- | ------------- | ------------------- |
| Augsburg                       | 244.800   | 146,56        | 1.670               |
| Kaufbeuren                     | 42.200    | 37,94         | 1.112               |
| Kempten (Allgäu)               | 57.000    | 63,28         | 901                 |
| Memmingen                      | 37.300    | 54,93         | 679                 |
| Landkreis (ggf. Sitz)          | Einwohner | Fläche in km2 | Bev.-Dichte Ew./km2 |
| Aichach-Friedberg (in Aichach) | 92.600    | 765,62        | 121                 |
| Augsburg                       | 178.600   | 1.101,01      | 162                 |
| Dillingen a.d.Donau            | 78.100    | 788,79        | 99                  |
| Donau-Ries (in Donauwörth)     | 117.000   | 1.303,25      | 90                  |
| Günzburg                       | 105.300   | 751,39        | 140                 |
| Lindau (Bodensee)              | 68.700    | 323,37        | 213                 |
| Neu-Ulm                        | 141.100   | 551,01        | 256                 |
| Oberallgäu (in Sonthofen)      | 126.500   | 1.527,73      | 83                  |
| Ostallgäu (in Marktoberdorf)   | 108.100   | 1.391,97      | 78                  |
| Unterallgäu (in Mindelheim)    | 113.000   | 1.209,43      | 93                  |
| Regierungsbezirk Schwaben      | 1.510.300 | 10.016,28     | 151                 |

| Kreisfreie Stadt                          | Einwohner | Fläche in km2 | Bev.-Dichte Ew./km2 |
| ----------------------------------------- | --------- | ------------- | ------------------- |
| Aschaffenburg                             | 55.100    | 52,65         | 1.047               |
| Schweinfurt                               | 54.800    | 32,97         | 1.662               |
| Würzburg                                  | 115.700   | 70,42         | 1.643               |
| Landkreis                                 | Einwohner | Fläche in km2 | Bev.-Dichte Ew./km2 |
| Aschaffenburg                             | 150.300   | 709,16        | 212                 |
| Bad Kissingen                             | 104.400   | 1.150,45      | 91                  |
| Haßberge (in Haßfurt)                     | 79.100    | 956,61        | 83                  |
| Kitzingen                                 | 79.400    | 676,27        | 117                 |
| Main-Spessart (in Karlstadt)              | 120.000   | 1.321,83      | 91                  |
| Miltenberg                                | 110.700   | 715,69        | 155                 |
| Rhön-Grabfeld (in Bad Neustadt a.d.Saale) | 76.500    | 1.007,84      | 76                  |
| Schweinfurt                               | 100.700   | 844,37        | 119                 |
| Würzburg                                  | 143.600   | 997,29        | 144                 |
| Regierungsbezirk Unterfranken             | 1.190.200 | 8.535,55      | 139                 |

### Bremen
| Kreisfreie Stadt | Einwohner | Fläche in km2 | Bev.-Dichte Ew./km2 |
| ---------------- | --------- | ------------- | ------------------- |
| Bremen           | 565.400   | 324,14        | 1.744               |
| Bremerhaven      | 141.000   | 79,63         | 1.771               |

### Hessen
| Kreisfreie Stadt                                           | Einwohner | Fläche in km2 | Bev.-Dichte Ew./km2 |
| ---------------------------------------------------------- | --------- | ------------- | ------------------- |
| Darmstadt                                                  | 139.100   | 122,38        | 1.137               |
| Frankfurt am Main                                          | 635.000   | 248,87        | 2.552               |
| Lahn                                                       | 151.500   | 225,57        | 685                 |
| Offenbach am Main                                          | 112.800   | 45,24         | 2.493               |
| Wiesbaden                                                  | 270.000   | 204,02        | 1.323               |
| Landkreis (ggf. Sitz)                                      | Einwohner | Fläche in km2 | Bev.-Dichte Ew./km2 |
| Bergstraße (in Heppenheim)                                 | 237.400   | 719,17        | 330                 |
| Darmstadt-Dieburg (in Darmstadt)                           | 239.800   | 658,33        | 364                 |
| Groß Gerau                                                 | 229.600   | 452,94        | 507                 |
| Hochtaunuskreis (in Bad Homburg vor der Höhe)              | 199.000   | 482,01        | 413                 |
| Lahn-Dill-Kreis (in Lahn, Stadtteil Wetzlar)               | 312.000   | 1.694,99      | 184                 |
| Limburg-Weilburg (in Limburg a. d. Lahn)                   | 149.600   | 737,79        | 203                 |
| Main-Kinzig-Kreis (in Hanau)                               | 354.000   | 1.397,91      | 253                 |
| Main-Taunus-Kreis (in Frankfurt am Main, Stadtteil Höchst) | 195.800   | 222,40        | 880                 |
| Odenwaldkreis (in Erbach)                                  | 82.500    | 623,95        | 132                 |
| Offenbach                                                  | 289.700   | 355,73        | 814                 |
| Rheingau-Taunus-Kreis (in Bad Schwalbach)                  | 156.900   | 811,32        | 193                 |
| Vogelsbergkreis (in Lauterbach)                            | 110.700   | 1.458,98      | 76                  |
| Wetteraukreis (in Friedberg (Hessen))                      | 247.200   | 1.100,65      | 225                 |
| Regierungsbezirk Darmstadt                                 | 4.115.600 | 11.562,25     | 356                 |

| Kreisfreie Stadt                       | Einwohner | Fläche in km2 | Bev.-Dichte Ew./km2 |
| -------------------------------------- | --------- | ------------- | ------------------- |
| Kassel                                 | 200.300   | 106,96        | 1.873               |
| Landkreis (ggf. Sitz)                  | Einwohner | Fläche in km2 | Bev.-Dichte Ew./km2 |
| Fulda                                  | 190.100   | 1.380,19      | 138                 |
| Hersfeld-Rotenburg (in Bad Hersfeld)   | 129.500   | 1.096,98      | 118                 |
| Kassel                                 | 214.800   | 1.292,25      | 166                 |
| Marburg-Biedenkopf (in Marburg)        | 233.400   | 1.262,48      | 185                 |
| Schwalm-Eder-Kreis (in Homberg (Efze)) | 181.800   | 1.538,18      | 118                 |
| Waldeck-Frankenberg (in Korbach)       | 152.800   | 1.848,55      | 83                  |
| Werra-Meißner-Kreis (in Eschwege)      | 120.000   | 1.024,35      | 117                 |
| Regierungsbezirk Kassel                | 1.422.700 | 9.549,94      | 149                 |

### Niedersachsen
| Kreisfreie Stadt        | Einwohner | Fläche in km2 | Bev.-Dichte Ew./km2 |
| ----------------------- | --------- | ------------- | ------------------- |
| Emden                   | 53.300    | 111,71        | 477                 |
| Landkreis               | Einwohner | Fläche in km2 | Bev.-Dichte Ew./km2 |
| Aurich (Ostfriesland)   | 79.000    | 628,37        | 126                 |
| Leer                    | 142.000   | 1.085,22      | 131                 |
| Norden                  | 86.500    | 649,71        | 133                 |
| Wittmund                | 53.000    | 655,62        | 81                  |
| Regierungsbezirk Aurich | 413.700   | 3.130,63      | 132                 |

| Kreisfreie Stadt                   | Einwohner | Fläche in km2 | Bev.-Dichte Ew./km2 |
| ---------------------------------- | --------- | ------------- | ------------------- |
| Hannover                           | 544.000   | 203,96        | 2.667               |
| Landkreis (ggf. Sitz)              | Einwohner | Fläche in km2 | Bev.-Dichte Ew./km2 |
| Grafschaft Diepholz (in Diepholz)  | 76.100    | 1.207,45      | 63                  |
| Grafschaft Hoya (in Syke)          | 131.400   | 1.203,90      | 109                 |
| Grafschaft Schaumburg (in Rinteln) | 87.900    | 461,60        | 190                 |
| Hameln-Pyrmont (in Hameln)         | 144.000   | 675,45        | 213                 |
| Hannover                           | 533.600   | 2.084,62      | 256                 |
| Nienburg (Weser)                   | 99.100    | 1.183,28      | 84                  |
| Schaumburg-Lippe (in Stadthagen)   | 82.200    | 334,29        | 246                 |
| Regierungsbezirk Hannover          | 1.698.300 | 7.354,55      | 231                 |

| Landkreis                   | Einwohner | Fläche in km2 | Bev.-Dichte Ew./km2 |
| --------------------------- | --------- | ------------- | ------------------- |
| Alfeld (Leine)              | 73.800    | 485,72        | 152                 |
| Göttingen                   | 256.100   | 1.116,74      | 229                 |
| Hildesheim                  | 214.300   | 719,31        | 298                 |
| Holzminden                  | 85.300    | 692,35        | 123                 |
| Northeim                    | 126.900   | 1.026,31      | 124                 |
| Osterode am Harz            | 100.800   | 720,86        | 140                 |
| Regierungsbezirk Hildesheim | 857.200   | 4.761,29      | 180                 |

| Kreisfreie Stadt              | Einwohner | Fläche in km2 | Bev.-Dichte Ew./km2 |
| ----------------------------- | --------- | ------------- | ------------------- |
| Wolfsburg                     | 127.100   | 203,56        | 624                 |
| Landkreis (ggf. Sitz)         | Einwohner | Fläche in km2 | Bev.-Dichte Ew./km2 |
| Celle                         | 164.200   | 1.543,83      | 106                 |
| Fallingbostel                 | 61.300    | 910,19        | 67                  |
| Gifhorn                       | 119.100   | 1.554,69      | 77                  |
| Harburg (in Winsen (Luhe))    | 176.100   | 1.244,05      | 142                 |
| Lüchow-Dannenberg (in Lüchow) | 49.100    | 1.218,67      | 40                  |
| Lüneburg                      | 129.300   | 1.069,69      | 121                 |
| Soltau                        | 66.000    | 962,70        | 69                  |
| Uelzen                        | 96.600    | 1.447,63      | 67                  |
| Regierungsbezirk Lüneburg     | 988.800   | 10.155,01     | 97                  |

| Kreisfreie Stadt                    | Einwohner | Fläche in km2 | Bev.-Dichte Ew./km2 |
| ----------------------------------- | --------- | ------------- | ------------------- |
| Osnabrück                           | 160.000   | 119,79        | 1.336               |
| Landkreis (ggf. Sitz)               | Einwohner | Fläche in km2 | Bev.-Dichte Ew./km2 |
| Aschendorf-Hümmling (in Aschendorf) | 78.200    | 1.195,64      | 65                  |
| Grafschaft Bentheim (in Bentheim)   | 108.700   | 861,43        | 126                 |
| Lingen                              | 87.500    | 852,79        | 103                 |
| Meppen                              | 78.400    | 949,84        | 83                  |
| Osnabrück                           | 282.600   | 2.121,15      | 133                 |
| Regierungsbezirk Osnabrück          | 795.300   | 6.100,64      | 130                 |

| Kreisfreie Stadt                    | Einwohner | Fläche in km2 | Bev.-Dichte Ew./km2 |
| ----------------------------------- | --------- | ------------- | ------------------- |
| Cuxhaven                            | 60.000    | 177,86        | 337                 |
| Landkreis (ggf. Sitz)               | Einwohner | Fläche in km2 | Bev.-Dichte Ew./km2 |
| Bremervörde                         | 74.800    | 1.218,79      | 61                  |
| Land Hadeln (in Otterndorf)         | 47.200    | 736,19        | 64                  |
| Osterholz (in Osterholz-Scharmbeck) | 91.600    | 651,11        | 141                 |
| Rotenburg (Wümme)                   | 60.600    | 850,74        | 71                  |
| Stade                               | 157.600   | 1.304,78      | 121                 |
| Verden                              | 106.300   | 787,65        | 135                 |
| Wesermünde (in Bremerhaven)         | 84.800    | 1.215,47      | 70                  |
| Regierungsbezirk Stade              | 683.000   | 6.942,59      | 98                  |

| Kreisfreie Stadt               | Einwohner | Fläche in km2 | Bev.-Dichte Ew./km2 |
| ------------------------------ | --------- | ------------- | ------------------- |
| Braunschweig                   | 266.000   | 191,99        | 1.386               |
| Salzgitter                     | 115.700   | 223,85        | 517                 |
| Landkreis                      | Einwohner | Fläche in km2 | Bev.-Dichte Ew./km2 |
| Gandersheim                    | 63.000    | 433,48        | 145                 |
| Goslar                         | 132.200   | 687,04        | 192                 |
| Helmstedt                      | 101.200   | 673,14        | 150                 |
| Peine                          | 118.600   | 539,73        | 220                 |
| Wolfenbüttel                   | 118.000   | 721,94        | 163                 |
| Verwaltungsbezirk Braunschweig | 914.800   | 3.471,17      | 264                 |

| Kreisfreie Stadt            | Einwohner | Fläche in km2 | Bev.-Dichte Ew./km2 |
| --------------------------- | --------- | ------------- | ------------------- |
| Delmenhorst                 | 71.600    | 62,33         | 1.149               |
| Oldenburg (Oldenburg)       | 134.800   | 102,74        | 1.312               |
| Wilhelmshaven               | 101.800   | 104,06        | 978                 |
| Landkreis (ggf. Sitz)       | Einwohner | Fläche in km2 | Bev.-Dichte Ew./km2 |
| Ammerland (in Westerstede)  | 87.900    | 724,94        | 121                 |
| Cloppenburg                 | 108.200   | 1.416,88      | 76                  |
| Friesland (in Jever)        | 95.600    | 610,15        | 157                 |
| Oldenburg (Oldenburg)       | 84.300    | 852,16        | 99                  |
| Vechta                      | 96.300    | 812,10        | 119                 |
| Wesermarsch (in Brake)      | 94.000    | 821,58        | 114                 |
| Verwaltungsbezirk Oldenburg | 874.600   | 5.506,94      | 159                 |

### Nordrhein-Westfalen
| Kreisfreie Stadt                  | Einwohner | Fläche in km2 | Bev.-Dichte Ew./km2 |
| --------------------------------- | --------- | ------------- | ------------------- |
| Bochum                            | 410.700   | 145,33        | 2.826               |
| Dortmund                          | 620.900   | 279,82        | 2.219               |
| Hagen                             | 225.500   | 159,39        | 1.415               |
| Hamm                              | 171.900   | 225,96        | 761                 |
| Herne                             | 187.600   | 51,36         | 3.653               |
| Kreis (ggf. Sitz)                 | Einwohner | Fläche in km2 | Bev.-Dichte Ew./km2 |
| Ennepe-Ruhr-Kreis (in Schwelm)    | 348.900   | 406,74        | 858                 |
| Hochsauerlandkreis (in Meschede)  | 268.300   | 1.957,64      | 137                 |
| Märkischer Kreis (in Lüdenscheid) | 425.800   | 1.060,14      | 402                 |
| Olpe                              | 122.500   | 709,24        | 173                 |
| Siegen                            | 287.400   | 1.131,29      | 254                 |
| Soest                             | 269.000   | 1.327,37      | 203                 |
| Unna                              | 376.800   | 542,25        | 695                 |
| Regierungsbezirk Arnsberg         | 4.715.300 | 7.996,53      | 465                 |

| Kreisfreie Stadt                                        | Einwohner | Fläche in km2 | Bev.-Dichte Ew./km2 |
| ------------------------------------------------------- | --------- | ------------- | ------------------- |
| Bielefeld                                               | 313.800   | 259,09        | 1.211               |
| Kreis (ggf. Sitz)                                       | Einwohner | Fläche in km2 | Bev.-Dichte Ew./km2 |
| Gütersloh (in Rheda-Wiedenbrück, Stadtteil Wiedenbrück) | 280.500   | 965,87        | 290                 |
| Herford                                                 | 232.900   | 448,39        | 519                 |
| Höxter                                                  | 143.400   | 1.199,31      | 120                 |
| Lippe (in Detmold)                                      | 323.000   | 1.246,37      | 259                 |
| Minden-Lübbecke (in Minden)                             | 288.500   | 1.150,95      | 251                 |
| Paderborn                                               | 217.000   | 1.243,86      | 175                 |
| Regierungsbezirk Detmold                                | 1.798.900 | 6.513,84      | 276                 |

| Kreisfreie Stadt            | Einwohner | Fläche in km2 | Bev.-Dichte Ew./km2 |
| --------------------------- | --------- | ------------- | ------------------- |
| Duisburg                    | 577.700   | 233,09        | 2.478               |
| Düsseldorf                  | 611.700   | 214,21        | 2.854               |
| Essen                       | 667.400   | 210,13        | 3.176               |
| Krefeld                     | 225.500   | 140,40        | 1.606               |
| Mönchengladbach             | 259.400   | 170,64        | 1.520               |
| Mülheim a. d. Ruhr          | 187.000   | 91,19         | 2.051               |
| Oberhausen                  | 233.500   | 77,02         | 3.032               |
| Remscheid                   | 131.000   | 74,65         | 1.755               |
| Solingen                    | 168.900   | 89,41         | 1.889               |
| Wuppertal                   | 400.000   | 172,99        | 2.312               |
| Kreis                       | Einwohner | Fläche in km2 | Bev.-Dichte Ew./km2 |
| Kleve                       | 252.800   | 1.230,11      | 206                 |
| Mettmann                    | 472.700   | 406,14        | 1.164               |
| Neuss                       | 403.000   | 576,56        | 699                 |
| Viersen                     | 262.200   | 558,55        | 469                 |
| Wesel                       | 410.000   | 1.041,07      | 393                 |
| Regierungsbezirk Düsseldorf | 5.262.800 | 5.287,16      | 995                 |

| Kreisfreie Stadt                                  | Einwohner | Fläche in km2 | Bev.-Dichte Ew./km2 |
| ------------------------------------------------- | --------- | ------------- | ------------------- |
| Aachen                                            | 242.400   | 159,06        | 1.524               |
| Bonn                                              | 284.300   | 141,27        | 2.013               |
| Köln                                              | 978.000   | 406,82        | 2.404               |
| Leverkusen                                        | 164.400   | 77,99         | 2.108               |
| Kreis (ggf. Sitz)                                 | Einwohner | Fläche in km2 | Bev.-Dichte Ew./km2 |
| Aachen                                            | 286.200   | 550,64        | 520                 |
| Düren                                             | 236.400   | 939,34        | 252                 |
| Erftkreis                                         | 385.000   | 703,33        | 547                 |
| Euskirchen                                        | 154.400   | 1.250,09      | 124                 |
| Heinsberg (in Geilenkirchen)                      | 210.300   | 627,84        | 335                 |
| Oberbergischer Kreis (in Gummersbach)             | 241.800   | 916,89        | 264                 |
| Rheinisch-Bergischer Kreis (in Bergisch Gladbach) | 244.600   | 437,60        | 559                 |
| Rhein-Sieg-Kreis (in Siegburg)                    | 441.600   | 1.153,28      | 383                 |
| Regierungsbezirk Köln                             | 3.869.400 | 7.364,15      | 525                 |

| Kreisfreie Stadt         | Einwohner | Fläche in km2 | Bev.-Dichte Ew./km2 |
| ------------------------ | --------- | ------------- | ------------------- |
| Bottrop                  | 115.500   | 100,58        | 1.148               |
| Gelsenkirchen            | 315.100   | 104,82        | 3.016               |
| Münster (Westf.)         | 266.100   | 302,21        | 881                 |
| Kreis                    | Einwohner | Fläche in km2 | Bev.-Dichte Ew./km2 |
| Borken                   | 291.500   | 1.415,68      | 206                 |
| Coesfeld                 | 165.800   | 1.107,80      | 150                 |
| Recklinghausen           | 631.600   | 759,58        | 832                 |
| Steinfurt                | 373.600   | 1.790,53      | 209                 |
| Warendorf                | 242.700   | 1.313,68      | 185                 |
| Regierungsbezirk Münster | 2.402.900 | 6.894,88      | 349                 |

### Rheinland-Pfalz
| Kreisfreie Stadt                  | Einwohner | Fläche in km2 | Bev.-Dichte Ew./km2 |
| --------------------------------- | --------- | ------------- | ------------------- |
| Koblenz                           | 116.400   | 104,39        | 1.115               |
| Landkreis (ggf. Sitz)             | Einwohner | Fläche in km2 | Bev.-Dichte Ew./km2 |
| Ahrweiler                         | 109.400   | 787,24        | 139                 |
| Altenkirchen (Westerwald)         | 121.400   | 641,66        | 189                 |
| Bad Kreuznach                     | 146.500   | 863,57        | 170                 |
| Birkenfeld                        | 89.400    | 795,07        | 112                 |
| Cochem-Zell (in Cochem)           | 63.500    | 719,40        | 88                  |
| Mayen-Koblenz (in Koblenz)        | 190.000   | 817,66        | 232                 |
| Neuwied                           | 153.400   | 626,74        | 245                 |
| Rhein-Hunsrück-Kreis (in Simmern) | 89.400    | 963,09        | 93                  |
| Rhein-Lahn-Kreis (in Bad Ems)     | 119.100   | 782,23        | 152                 |
| Westerwaldkreis (in Montabaur)    | 165.200   | 988,93        | 167                 |
| Regierungsbezirk Koblenz          | 1.363.500 | 8.089,98      | 169                 |

| Kreisfreie Stadt                               | Einwohner | Fläche in km2 | Bev.-Dichte Ew./km2 |
| ---------------------------------------------- | --------- | ------------- | ------------------- |
| Frankenthal (Pfalz)                            | 43.800    | 43,98         | 996                 |
| Kaiserslautern                                 | 100.100   | 139,38        | 718                 |
| Landau in der Pfalz                            | 36.900    | 82,87         | 445                 |
| Ludwigshafen am Rhein                          | 165.200   | 77,79         | 2.124               |
| Mainz                                          | 183.800   | 97,69         | 1.882               |
| Neustadt an der Weinstraße                     | 50.500    | 117,13        | 431                 |
| Pirmasens                                      | 52.400    | 61,09         | 858                 |
| Speyer                                         | 44.000    | 42,57         | 1.034               |
| Worms                                          | 74.900    | 108,74        | 689                 |
| Zweibrücken                                    | 35.700    | 70,67         | 505                 |
| Landkreis (ggf. Sitz)                          | Einwohner | Fläche in km2 | Bev.-Dichte Ew./km2 |
| Alzey-Worms (in Alzey)                         | 95.200    | 588,16        | 162                 |
| Bad Dürkheim                                   | 114.600   | 587,48        | 195                 |
| Donnersbergkreis (in Kirchheimbolanden)        | 66.400    | 645,40        | 103                 |
| Germersheim                                    | 98.900    | 463,28        | 214                 |
| Kaiserslautern                                 | 96.700    | 639,49        | 151                 |
| Kusel                                          | 76.300    | 553,40        | 138                 |
| Landau-Bad Bergzabern (in Landau in der Pfalz) | 96.700    | 634,74        | 152                 |
| Ludwigshafen                                   | 121.800   | 304,89        | 400                 |
| Mainz-Bingen (in Mainz)                        | 154.300   | 603,77        | 156                 |
| Pirmasens                                      | 99.700    | 961,19        | 104                 |
| Regierungsbezirk Rheinhessen-Pfalz             | 1.807.700 | 6.823,71      | 265                 |

| Kreisfreie Stadt                  | Einwohner | Fläche in km2 | Bev.-Dichte Ew./km2 |
| --------------------------------- | --------- | ------------- | ------------------- |
| Trier                             | 98.300    | 117,28        | 838                 |
| Landkreis (ggf. Sitz)             | Einwohner | Fläche in km2 | Bev.-Dichte Ew./km2 |
| Bernkastel-Wittlich (in Wittlich) | 107.500   | 1.177,04      | 91                  |
| Bitburg-Prüm                      | 90.200    | 1.626,27      | 56                  |
| Daun                              | 55.900    | 910,94        | 61                  |
| Trier-Saarburg (in Trier)         | 122.000   | 1.092,41      | 112                 |
| Regierungsbezirk Trier            | 474.000   | 4.923,94      | 96                  |

### Saarland
| Stadtverband                  | Einwohner | Fläche in km2 | Bev.-Dichte Ew./km2 |
| ----------------------------- | --------- | ------------- | ------------------- |
| Saarbrücken                   | 376.100   | 410,31        | 917                 |
| Landkreis (ggf. Sitz)         | Einwohner | Fläche in km2 | Bev.-Dichte Ew./km2 |
| Merzig-Wadern (in Merzig)     | 101.200   | 554,73        | 182                 |
| Neunkirchen (in Ottweiler)    | 154.200   | 250,22        | 616                 |
| Saarlouis                     | 210.100   | 459,05        | 458                 |
| Saar-Pfalz-Kreis (in Homburg) | 153.100   | 419,33        | 365                 |
| Sankt Wendel                  | 90.800    | 476,02        | 191                 |

### Schleswig-Holstein
| Kreisfreie Stadt                     | Einwohner | Fläche in km2 | Bev.-Dichte Ew./km2 |
| ------------------------------------ | --------- | ------------- | ------------------- |
| Flensburg                            | 90.900    | 56,36         | 1.613               |
| Kiel                                 | 257.200   | 110,29        | 2.332               |
| Lübeck                               | 228.800   | 213,97        | 1.069               |
| Neumünster                           | 83.500    | 71,56         | 1.166               |
| Kreis (ggf. Sitz)                    | Einwohner | Fläche in km2 | Bev.-Dichte Ew./km2 |
| Dithmarschen (in Heide)              | 130.200   | 1.381,07      | 94                  |
| Herzogtum Lauenburg (in Ratzeburg)   | 152.000   | 1.264,42      | 120                 |
| Nordfriesland (in Husum)             | 161.700   | 2.041,37      | 79                  |
| Ostholstein (in Eutin)               | 188.300   | 1.390,11      | 135                 |
| Pinneberg                            | 255.200   | 661,78        | 386                 |
| Plön                                 | 114.500   | 1.081,29      | 106                 |
| Rendsburg-Eckernförde (in Rendsburg) | 239.500   | 2.185,44      | 110                 |
| Schleswig-Flensburg (in Schleswig)   | 177.900   | 2.071,13      | 86                  |
| Segeberg (in Bad Segeberg)           | 199.100   | 1.344,32      | 148                 |
| Steinburg (in Itzehoe)               | 129.700   | 1.056,36      | 123                 |
| Stormarn (in Bad Oldesloe)           | 178.200   | 766,21        | 233                 |

## Deutsche Demokratische Republik
| Bezirk          | Einwohner | Fläche in km2 | Bev.-Dichte Ew./km2 |
| --------------- | --------- | ------------- | ------------------- |
| Cottbus         | 877.370   | 8.262         | 106                 |
| Dresden         | 1.821.694 | 6.738         | 270                 |
| Erfurt          | 1.238.040 | 7.349         | 168                 |
| Frankfurt       | 693.991   | 7.186         | 97                  |
| Gera            | 737.178   | 4.004         | 184                 |
| Halle           | 1.855.633 | 8.771         | 212                 |
| Karl-Marx-Stadt | 1.953.158 | 6.009         | 325                 |
| Leipzig         | 1.429.526 | 4.966         | 288                 |
| Magdeburg       | 1.279.323 | 11.525        | 111                 |
| Neubrandenburg  | 624.477   | 10.792        | 58                  |
| Potsdam         | 1.116.151 | 12.572        | 89                  |
| Rostock         | 875.897   | 7.074         | 124                 |
| Schwerin        | 589.246   | 8.672         | 68                  |
| Suhl            | 548.121   | 3.856         | 142                 |

### Bezirk Cottbus
| Stadtkreis      | Einwohner | Fläche in km2 | Bev.-Dichte Ew./km2 |
| --------------- | --------- | ------------- | ------------------- |
| Cottbus         | 105.182   | 48            | 2.191               |
| Landkreis       | Einwohner | Fläche in km2 | Bev.-Dichte Ew./km2 |
| Bad Liebenwerda | 56.208    | 599           | 94                  |
| Calau           | 59.265    | 618           | 96                  |
| Cottbus         | 44.904    | 727           | 52                  |
| Finsterwalde    | 56.634    | 645           | 88                  |
| Forst           | 41.399    | 307           | 135                 |
| Guben           | 44.766    | 381           | 117                 |
| Herzberg        | 38.426    | 667           | 58                  |
| Hoyerswerda     | 114.047   | 668           | 171                 |
| Jessen          | 32.507    | 621           | 52                  |
| Lübben          | 32.983    | 806           | 41                  |
| Luckau          | 31.541    | 703           | 45                  |
| Senftenberg     | 120.221   | 598           | 201                 |
| Spremberg       | 43.824    | 349           | 126                 |
| Weißwasser      | 55.463    | 525           | 106                 |

### Bezirk Dresden
| Stadtkreis     | Einwohner | Fläche in km2 | Bev.-Dichte Ew./km2 |
| -------------- | --------- | ------------- | ------------------- |
| Dresden        | 512.490   | 226           | 2.268               |
| Görlitz        | 82.474    | 26            | 3.172               |
| Landkreis      | Einwohner | Fläche in km2 | Bev.-Dichte Ew./km2 |
| Bautzen        | 127.161   | 693           | 183                 |
| Bischofswerda  | 68.772    | 316           | 218                 |
| Dippoldiswalde | 46.338    | 458           | 101                 |
| Dresden        | 116.857   | 357           | 327                 |
| Freital        | 88.679    | 314           | 282                 |
| Görlitz        | 32.228    | 359           | 90                  |
| Großenhain     | 42.667    | 453           | 94                  |
| Kamenz         | 62.325    | 617           | 101                 |
| Löbau          | 102.887   | 396           | 260                 |
| Meißen         | 123.890   | 506           | 245                 |
| Niesky         | 39.641    | 521           | 76                  |
| Pirna          | 122.483   | 521           | 235                 |
| Riesa          | 100.666   | 368           | 274                 |
| Sebnitz        | 54.855    | 351           | 156                 |
| Zittau         | 97.275    | 256           | 380                 |

### Bezirk Erfurt
| Stadtkreis                       | Einwohner | Fläche in km2 | Bev.-Dichte Ew./km2 |
| -------------------------------- | --------- | ------------- | ------------------- |
| Erfurt                           | 206.963   | 106           | 1.952               |
| Weimar                           | 62.787    | 51            | 1.231               |
| Landkreis (ggf. Sitz)            | Einwohner | Fläche in km2 | Bev.-Dichte Ew./km2 |
| Apolda                           | 50.583    | 243           | 208                 |
| Arnstadt                         | 67.567    | 502           | 135                 |
| Eisenach                         | 116.127   | 708           | 164                 |
| Erfurt                           | 48.437    | 535           | 91                  |
| Gotha                            | 148.146   | 768           | 193                 |
| Heiligenstadt                    | 41.795    | 386           | 108                 |
| Langensalza (in Bad Langensalza) | 47.276    | 507           | 93                  |
| Mühlhausen                       | 94.187    | 571           | 165                 |
| Nordhausen                       | 112.456   | 714           | 158                 |
| Sömmerda                         | 67.677    | 556           | 122                 |
| Sondershausen                    | 56.186    | 598           | 94                  |
| Weimar                           | 44.635    | 543           | 82                  |
| Worbis                           | 73.218    | 561           | 131                 |

### Bezirk Frankfurt
| Stadtkreis       | Einwohner | Fläche in km2 | Bev.-Dichte Ew./km2 |
| ---------------- | --------- | ------------- | ------------------- |
| Eisenhüttenstadt | 48.199    | 54            | 893                 |
| Frankfurt/Oder   | 75.328    | 148           | 509                 |
| Schwedt/Oder     | 50.738    | 76            | 668                 |
| Landkreis        | Einwohner | Fläche in km2 | Bev.-Dichte Ew./km2 |
| Angermünde       | 37.978    | 915           | 42                  |
| Bad Freienwalde  | 39.615    | 588           | 67                  |
| Beeskow          | 35.975    | 941           | 38                  |
| Bernau           | 73.067    | 758           | 96                  |
| Eberswalde       | 80.300    | 714           | 112                 |
| Eisenhüttenstadt | 21.570    | 537           | 40                  |
| Fürstenwalde     | 100.501   | 924           | 109                 |
| Seelow           | 41.803    | 842           | 50                  |
| Strausberg       | 88.827    | 680           | 129                 |

### Bezirk Gera
| Stadtkreis | Einwohner | Fläche in km2 | Bev.-Dichte Ew./km2 |
| ---------- | --------- | ------------- | ------------------- |
| Gera       | 119.280   | 78            | 1.529               |
| Jena       | 100.979   | 59            | 1.712               |
| Landkreis  | Einwohner | Fläche in km2 | Bev.-Dichte Ew./km2 |
| Eisenberg  | 34.286    | 242           | 142                 |
| Gera       | 63.913    | 470           | 136                 |
| Greiz      | 60.103    | 228           | 264                 |
| Jena       | 36.414    | 367           | 99                  |
| Lobenstein | 28.376    | 356           | 80                  |
| Pößneck    | 55.820    | 411           | 136                 |
| Rudolstadt | 70.301    | 468           | 150                 |
| Saalfeld   | 60.184    | 337           | 170                 |
| Schleiz    | 33.423    | 454           | 74                  |
| Stadtroda  | 33.522    | 272           | 123                 |
| Zeulenroda | 40.571    | 262           | 155                 |

### Bezirk Halle
| Stadtkreis                   | Einwohner | Fläche in km2 | Bev.-Dichte Ew./km2 |
| ---------------------------- | --------- | ------------- | ------------------- |
| Dessau                       | 101.064   | 126           | 802                 |
| Halle/Saale                  | 231.480   | 124           | 1.807               |
| Halle-Neustadt               | 89.268    | 10            | 8.927               |
| Landkreis (ggf. Sitz)        | Einwohner | Fläche in km2 | Bev.-Dichte Ew./km2 |
| Artern                       | 57.004    | 473           | 121                 |
| Aschersleben                 | 69.871    | 383           | 182                 |
| Bernburg                     | 84.867    | 389           | 218                 |
| Bitterfeld                   | 130.610   | 454           | 288                 |
| Eisleben                     | 80.558    | 316           | 255                 |
| Gräfenhainichen              | 39.939    | 465           | 86                  |
| Hettstedt                    | 57.959    | 465           | 125                 |
| Hohenmölsen                  | 30.981    | 178           | 174                 |
| Köthen                       | 84.402    | 480           | 176                 |
| Merseburg                    | 136.580   | 473           | 289                 |
| Naumburg                     | 59.967    | 359           | 167                 |
| Nebra                        | 31.251    | 307           | 102                 |
| Quedlinburg                  | 91.872    | 503           | 183                 |
| Querfurt                     | 33.784    | 374           | 90                  |
| Roßlau                       | 41.292    | 403           | 94                  |
| Saalkreis (in Halle (Saale)) | 80.709    | 614           | 119                 |
| Sangerhausen                 | 82.338    | 690           | 116                 |
| Weißenfels                   | 79.134    | 223           | 317                 |
| Wittenberg                   | 96.671    | 609           | 159                 |
| Zeitz                        | 85.994    | 353           | 244                 |

### Bezirk Karl-Marx-Stadt
| Stadtkreis                      | Einwohner | Fläche in km2 | Bev.-Dichte Ew./km2 |
| ------------------------------- | --------- | ------------- | ------------------- |
| Karl-Marx-Stadt                 | 310.770   | 129           | 2.400               |
| Plauen                          | 79.500    | 58            | 1.371               |
| Zwickau                         | 122.640   | 57            | 2.152               |
| Landkreis (ggf. Sitz)           | Einwohner | Fläche in km2 | Bev.-Dichte Ew./km2 |
| Annaberg (in Annaberg-Buchholz) | 86.583    | 382           | 227                 |
| Aue                             | 127.906   | 365           | 350                 |
| Auerbach                        | 74.615    | 233           | 320                 |
| Brand-Erbisdorf                 | 37.764    | 354           | 107                 |
| Flöha                           | 54.693    | 263           | 208                 |
| Freiberg                        | 85.024    | 310           | 274                 |
| Glauchau                        | 72.300    | 174           | 416                 |
| Hainichen                       | 70.729    | 318           | 222                 |
| Hohenstein-Ernstthal            | 63.356    | 134           | 473                 |
| Karl-Marx-Stadt                 | 113.183   | 292           | 388                 |
| Klingenthal                     | 36.948    | 236           | 157                 |
| Marienberg                      | 66.375    | 434           | 153                 |
| Oelsnitz                        | 40.508    | 348           | 116                 |
| Plauen                          | 24.438    | 308           | 79                  |
| Reichenbach                     | 61.549    | 155           | 397                 |
| Rochlitz                        | 53.530    | 311           | 172                 |
| Schwarzenberg                   | 50.187    | 198           | 299                 |
| Stollberg                       | 86.371    | 196           | 441                 |
| Werdau                          | 78.776    | 208           | 379                 |
| Zschopau                        | 57.282    | 214           | 268                 |
| Zwickau                         | 89.121    | 332           | 268                 |

### Bezirk Leipzig
| Stadtkreis | Einwohner | Fläche in km2 | Bev.-Dichte Ew./km2 |
| ---------- | --------- | ------------- | ------------------- |
| Leipzig    | 564.306   | 141           | 4.002               |
| Landkreis  | Einwohner | Fläche in km2 | Bev.-Dichte Ew./km2 |
| Altenburg  | 112.421   | 345           | 326                 |
| Borna      | 91.878    | 364           | 252                 |
| Delitzsch  | 53.101    | 384           | 138                 |
| Döbeln     | 97.113    | 422           | 230                 |
| Eilenburg  | 52.600    | 489           | 108                 |
| Geithain   | 47.591    | 272           | 138                 |
| Grimma     | 66.940    | 457           | 146                 |
| Leipzig    | 156.478   | 446           | 351                 |
| Oschatz    | 53.027    | 458           | 116                 |
| Schmölln   | 35.024    | 224           | 156                 |
| Torgau     | 55.673    | 612           | 91                  |
| Wurzen     | 53.374    | 352           | 152                 |

### Bezirk Magdeburg
| Stadtkreis   | Einwohner | Fläche in km2 | Bev.-Dichte Ew./km2 |
| ------------ | --------- | ------------- | ------------------- |
| Magdeburg    | 281.578   | 164           | 1.717               |
| Landkreis    | Einwohner | Fläche in km2 | Bev.-Dichte Ew./km2 |
| Burg         | 66.606    | 734           | 91                  |
| Gardelegen   | 27.110    | 581           | 47                  |
| Genthin      | 40.585    | 590           | 69                  |
| Halberstadt  | 94.019    | 665           | 141                 |
| Haldensleben | 61.340    | 849           | 72                  |
| Havelberg    | 21.947    | 522           | 42                  |
| Kalbe/Milde  | 19.085    | 427           | 45                  |
| Klötze       | 30.499    | 611           | 50                  |
| Oschersleben | 46.911    | 388           | 121                 |
| Osterburg    | 46.459    | 1.038         | 45                  |
| Salzwedel    | 42.516    | 717           | 59                  |
| Schönebeck   | 89.868    | 434           | 207                 |
| Staßfurt     | 74.986    | 386           | 194                 |
| Stendal      | 74.798    | 593           | 126                 |
| Tangerhütte  | 21.695    | 509           | 43                  |
| Wanzleben    | 45.482    | 454           | 100                 |
| Wernigerode  | 103.806   | 772           | 134                 |
| Wolmirstedt  | 48.271    | 384           | 126                 |
| Zerbst       | 41.762    | 707           | 59                  |

### Bezirk Neubrandenburg
| Stadtkreis     | Einwohner | Fläche in km2 | Bev.-Dichte Ew./km2 |
| -------------- | --------- | ------------- | ------------------- |
| Neubrandenburg | 71.479    | 86            | 831                 |
| Landkreis      | Einwohner | Fläche in km2 | Bev.-Dichte Ew./km2 |
| Altentreptow   | 24.410    | 501           | 49                  |
| Anklam         | 43.036    | 738           | 58                  |
| Demmin         | 50.437    | 783           | 64                  |
| Malchin        | 41.779    | 651           | 63                  |
| Neubrandenburg | 28.187    | 656           | 43                  |
| Neustrelitz    | 56.915    | 1.243         | 46                  |
| Pasewalk       | 45.337    | 844           | 54                  |
| Prenzlau       | 45.574    | 795           | 57                  |
| Röbel/Müritz   | 18.161    | 544           | 33                  |
| Strasburg      | 27.396    | 621           | 44                  |
| Templin        | 33.910    | 996           | 34                  |
| Teterow        | 33.548    | 675           | 50                  |
| Ueckermünde    | 51.805    | 650           | 80                  |
| Waren          | 53.365    | 1.009         | 53                  |

### Bezirk Potsdam
| Stadtkreis          | Einwohner | Fläche in km2 | Bev.-Dichte Ew./km2 |
| ------------------- | --------- | ------------- | ------------------- |
| Brandenburg/Havel   | 93.890    | 167           | 562                 |
| Potsdam             | 124.583   | 100           | 1.246               |
| Landkreis           | Einwohner | Fläche in km2 | Bev.-Dichte Ew./km2 |
| Belzig              | 34.319    | 913           | 38                  |
| Brandenburg         | 38.862    | 882           | 44                  |
| Gransee             | 46.411    | 945           | 49                  |
| Jüterbog            | 38.327    | 766           | 50                  |
| Königs Wusterhausen | 85.259    | 725           | 118                 |
| Kyritz              | 35.726    | 809           | 44                  |
| Luckenwalde         | 45.737    | 588           | 78                  |
| Nauen               | 83.264    | 894           | 93                  |
| Neuruppin           | 64.525    | 1.264         | 51                  |
| Oranienburg         | 129.622   | 857           | 151                 |
| Potsdam             | 99.863    | 743           | 134                 |
| Pritzwalk           | 33.678    | 762           | 44                  |
| Rathenow            | 65.101    | 818           | 80                  |
| Wittstock           | 22.378    | 574           | 39                  |
| Zossen              | 74.600    | 765           | 98                  |

### Bezirk Rostock
| Stadtkreis                  | Einwohner | Fläche in km2 | Bev.-Dichte Ew./km2 |
| --------------------------- | --------- | ------------- | ------------------- |
| Greifswald                  | 59.398    | 50            | 1.188               |
| Rostock                     | 220.875   | 176           | 1.255               |
| Stralsund                   | 73.188    | 39            | 1.877               |
| Wismar                      | 57.060    | 41            | 1.392               |
| Landkreis (ggf. Sitz)       | Einwohner | Fläche in km2 | Bev.-Dichte Ew./km2 |
| Bad Doberan                 | 50.300    | 550           | 91                  |
| Greifswald                  | 26.260    | 587           | 45                  |
| Grevesmühlen                | 43.539    | 667           | 65                  |
| Grimmen                     | 35.640    | 632           | 56                  |
| Ribnitz-Damgarten           | 67.967    | 942           | 72                  |
| Rostock                     | 36.914    | 694           | 53                  |
| Rügen (in Bergen auf Rügen) | 84.342    | 973           | 87                  |
| Stralsund                   | 27.876    | 593           | 47                  |
| Wismar                      | 32.816    | 588           | 56                  |
| Wolgast                     | 59.722    | 542           | 110                 |

### Bezirk Schwerin
| Stadtkreis  | Einwohner | Fläche in km2 | Bev.-Dichte Ew./km2 |
| ----------- | --------- | ------------- | ------------------- |
| Schwerin    | 113.038   | 130           | 870                 |
| Landkreis   | Einwohner | Fläche in km2 | Bev.-Dichte Ew./km2 |
| Bützow      | 30.569    | 502           | 61                  |
| Gadebusch   | 25.752    | 535           | 48                  |
| Güstrow     | 70.346    | 1.002         | 70                  |
| Hagenow     | 73.140    | 1.550         | 47                  |
| Lübz        | 35.004    | 700           | 54                  |
| Ludwigslust | 62.254    | 1.160         | 50                  |
| Parchim     | 40.582    | 677           | 60                  |
| Perleberg   | 79.353    | 1.066         | 74                  |
| Schwerin    | 34.988    | 857           | 41                  |
| Sternberg   | 24.220    | 493           | 49                  |

### Bezirk Suhl
| Stadtkreis         | Einwohner | Fläche in km2 | Bev.-Dichte Ew./km2 |
| ------------------ | --------- | ------------- | ------------------- |
| Suhl               | 40.895    | 40            | 1.022               |
| Landkreis          | Einwohner | Fläche in km2 | Bev.-Dichte Ew./km2 |
| Bad Salzungen      | 90.550    | 622           | 146                 |
| Hildburghausen     | 60.940    | 697           | 87                  |
| Ilmenau            | 68.235    | 347           | 197                 |
| Meiningen          | 70.393    | 705           | 100                 |
| Neuhaus am Rennweg | 39.044    | 321           | 122                 |
| Schmalkalden       | 65.205    | 406           | 161                 |
| Sonneberg          | 61.817    | 306           | 202                 |
| Suhl               | 51.042    | 412           | 124                 |

1871 |
1900 |
1925 |
1937 |
1947 |
1957 |
1977 |
1991 |
1997 |
2017